# Mount Stirling, Victoria
Mount Stirling är ett berg i Australien. Det ligger i delstaten Victoria, omkring 160 kilometer nordost om delstatshuvudstaden Melbourne. Toppen på Mount Stirling är 1 747 meter över havet, eller 348 meter över den omgivande terrängen. Bredden vid basen är 6,1 km.
Runt Mount Stirling är det mycket glesbefolkat, med 2 invånare per kvadratkilometer.. Närmaste större samhälle är Mount Buller, nära Mount Stirling. 
I omgivningarna runt Mount Stirling växer i huvudsak städsegrön lövskog. Genomsnittlig årsnederbörd är 1 506 millimeter. Den regnigaste månaden är juni, med i genomsnitt 191 mm nederbörd, och den torraste är januari, med 66 mm nederbörd.